# حروب ساكورا: الفلم
حروب ساكورا: الفيلم (باليابانية: サクラ大戦 活動写真، بالروماجي: Sakura Taisen: Katsudō Shashin) هو فيلم أنمي ياباني، من إخراج ميتسورو هونغو ومن إنتاج استوديو برودكشن آي جي. الفيلم مقتبس من لعبة فيديو حروب ساكورا ‏. عرض الفيلم في اليابان في 21 ديسمبر عام 2001.

## القصة
تدور أحداث القصة في عام 1926 في طوكيو، حيث أصبحت الطاقة البخارية المصدر الرئيسي للطاقة في المدينة. فرقة تتكون من مجموعة من النساء، يدافعن عن طوكيو ضد الهجمات الشيطانية، باستخدام الآلات تعمل البخار تسمى كوبو - كايس.

## الأداء الصوتي
| الشخصية         | الأداء الصوتي   |
| --------------- | --------------- |
| ساكورا شينغوجي  | تشيسا يوكوياما  |
| سوميري كانزاكي  | ميتشيه توميزاوا |
| ماريا تاتشيبانا | أورارا تاكانو   |
| إيريس شاتوبريان | كوميكو نيشيهارا |
| ري كوهران       | يوريكو فتشيزاكي |
| كانا كيريشيما   | مايومي تاناكا   |
| أوريهيمي سوليتا | مايا أوكاموتو   |
| ليني ميلشستراس  | كازوي إيكورا    |
| كايدي فوجيدا    | أي أوريكاسا     |
| إيكي يونيدا     | ماسارو إكيدا    |
| راتشت ألتاير    | أكيكو كونو      |
| إيتشيرو أوغامي  | أكيو سويام      |
| يويتشي كاياما   | تاكيهيتو كوياسو |
| برنت فورلونغ    | كويتشي ياماديرا |
| باتريك هاميلتون | كييتشي نانبا    |
| هارويوشي تانوما | كيجي فوجيوارا   |

## وصلات خارجية
- الموقع الرسمي (باليابانية)
- الموقع الرسمي (بالإنجليزية)
- مقالات تستعمل روابط فنية بلا صلة مع ويكي بيانات